# AUTOpro
AUTOpro este o revistă românească de automobile, apărută pentru prima dată la sfârșitul anilor 90, iar în 2016 a fost relansată.